# Josef Matěj Gottlieb
Josef Matěj Gottlieb (18. března 1882, Praha – 1. listopadu 1967, Praha) byl český jevištní a kostýmní výtvarník, dlouholetý člen Národního divadla. V začátcích svého působení v Národním divadle pracoval také jako asistent a později šéf výpravy a divadelní strojmistr. V Národním divadle působil od roku 1906 do roku 1942. Po druhé světové válce navrhl pro Národní divadlo ještě několik výprav. 

## Životopis
Vystudoval reálku a později studoval na Umělecko–průmyslové škole v Praze u prof. J. Scheiwla a K. Mutticha. Do Národního divadla nastoupil v dubnu 1906 jako asistent šéfa výpravy ak. malíře Karla Štapfra, od r. 1907 byl také ve funkci strojmistra ND. V roce 1919 se stal šéfem výpravy a tuto funkci vykonával až do roku 1942.
V Národním divadle se podílel na výpravě k téměř 350 titulům, jak v opeře, tak v činohře, mnohé z nich provedl opakovaně.  Při své práci jevištního výtvarníka usiloval o historickou věrnost dekorací a jejich plastickou formu. Vrcholem jeho činnosti v ND byl počátek 30. let 20. století. Nejvlastnější mu byla scénická řešení velkých oper s honosnými interiéry i exteriéry. 
Působil také jako pedagog v oboru kostýmního výtvarnictví a scénické výpravy  v letech 1923–1942 na Konzervatoři Praha.
Na návrzích výpravy spolupracoval také s Divadlem Vlasty Buriana a s Velkou operetou. 
Pracoval rovněž pro scény v Bělehradě, Tiflisu, Sofii a Cařihradě. 
Po 2. světové válce ještě krátce spolupracoval s Národním divadlem a také s divadly v Brně, Liberci a v Košicích. Byl rovněž odborným poradcem při natáčení historických filmů s Čs. státním filmem.
Při své činnosti jevištního výtvarníka uplatňoval praktické zkušenosti z divadelního provozu. Usiloval také o modernizaci jevištního zařízení ND a podílel se na racionalizaci provozu divadelních dílen, skladů a malíren ND. 

## Rodina
Jeho dědem byl Jan Gottlieb, dekorační malíř Stavovského divadla.
Josef Matěj Gottlieb měl s manželkou Růženou dceru Růženu Gottliebovou (1911–2012), pozdější herečku, tanečnici a choreografku, a byl strýcem jevištního výtvarníka Vendy (Václava) Gottlieba (1904–1951). Oba dva působili také v Národním divadle, stejně jako otec Vendy Gottlieba, dekorační malíř Čeněk (Vincenc) Gottlieb (1874–1952).

## Citát
Když jsem odcházel z Národního divadla do výslužby, přiznám se, bylo mi těžko u srdce. Přece však jsem se těšil z vědomí, že dílo, které jsem vykonal, bylo dobré dílo a že zůstane navždy zachováno příštím generacím. Nemohu vypočítat, kolik výprav a inscenací jsem za celý život provedl, bylo jich opravdu dost. K těm však, které jsem uskutečňoval pro Národní divadlo, měl jsem vztah, jak se říká – na život a na smrt. Dával jsem jim život, žil jsem jimi a chtěl jsem, aby žily co nejdéle jako svědectví i příklad...
 J. M. Gottlieb 

## Návrhy divadelní scény v ND, výběr
- 1910 Karel Kovařovic: Psohlavci (opera)
- 1912 Giuseppe Verdi: Aida (opera)
- 1919 Charles Gounod: Faust a Markétka (opera)
- 1920 Bedřich Smetana: Libuše (opera)
- 1921 Ludwig van Beethoven: Fidelio (opera)
- 1923 Johann Wolfgang Goethe: Faust (činohra)
- 1924 Petr Iljič Čajkovskij: Spící krasavice (balet)
- 1925 George Bernard Shaw: Caesar a Kleopatra (činohra)
- 1925 Ladislav Stroupežnický: Naši furianti (činohra)
- 1926 Georges Bizet: Carmen (opera)
- 1926 Alois Jirásek: Lucerna (činohra)
- 1929 Gerhart Hauptmann: Bobří kožich (činohra)
- 1930 Petr Iljič Čajkovskij: Eugen Oněgin (opera)
- 1931 Giacomo Puccini: Bohéma (opera)
- 1934 Alexandre Dumas ml.: Dáma s kaméliemi (činohra)
- 1935 František Xaver Svoboda: Poslední muž (činohra)
- 1937 Giuseppe Verdi: Rigoletto (opera)
- 1938 Bedřich Smetana: Tajemství (opera)
- 1940 Richard Wagner: Bludný Holanďan (opera)
- 1944 Pietro Mascagni: Sedlák kavalír (opera)
- 1945 Josef Bohuslav Foerster: Eva (opera) – J. M. Gottlieb byl autorem kostýmů, scénu navrhl Jan Zrzavý
- 1950 Alois Jirásek: Jan Žižka (činohra)
- 1950 Antonín Dvořák: Dimitrij (opera) – J. M. Gottlieb byl autorem kostýmů, scénu navrhl Venda Gottlieb

## Ocenění
- 1940 Zlatá medaile na milánském Triennale za scénu k Verdiho Aidě
- 1955 Řád práce

## Galerie

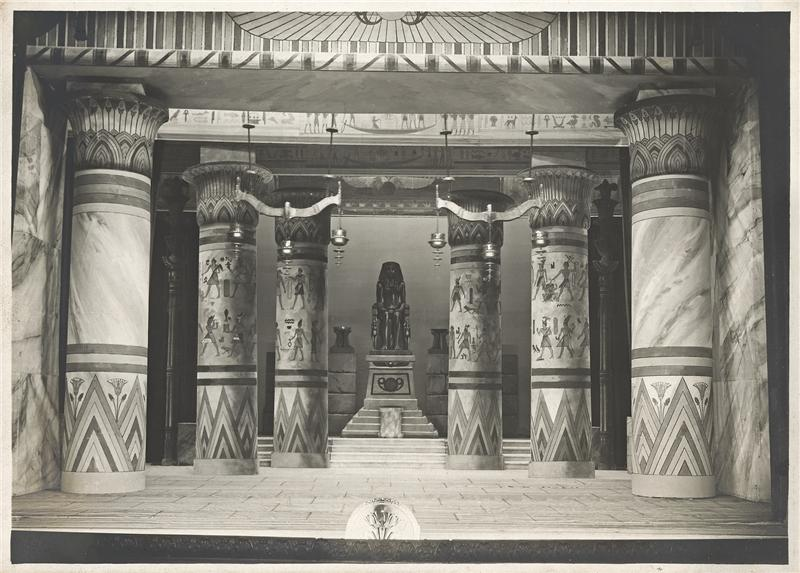
Scéna k opeře Aida (Národní divadlo, 1912)
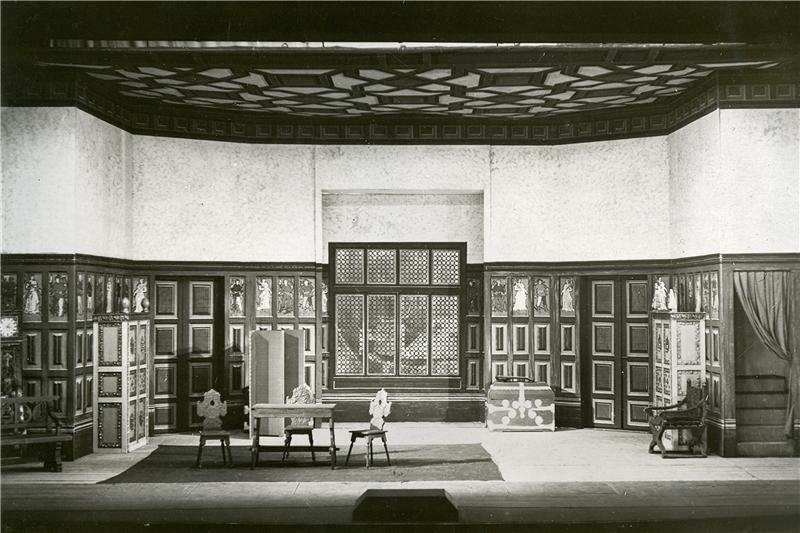
Scéna k opeře Falstaff (Národní divadlo, 1927)
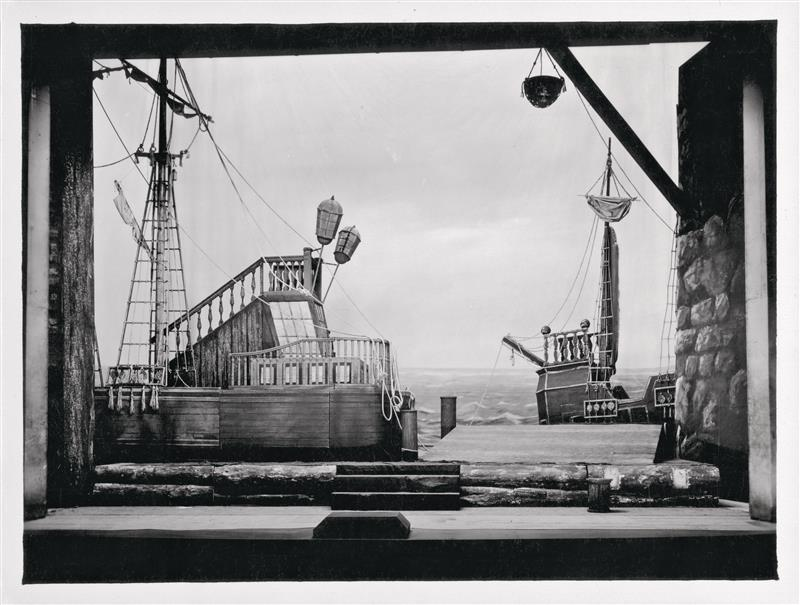
Scéna k opeře Bludný Holanďan (Národní divadlo, 1936)
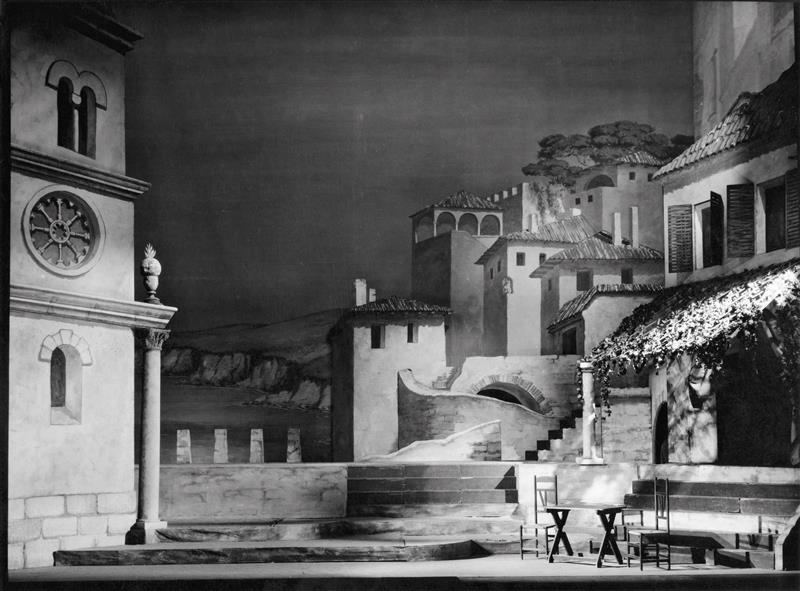
Scéna k opeře Sedlák kavalír (Národní divadlo, 1944)
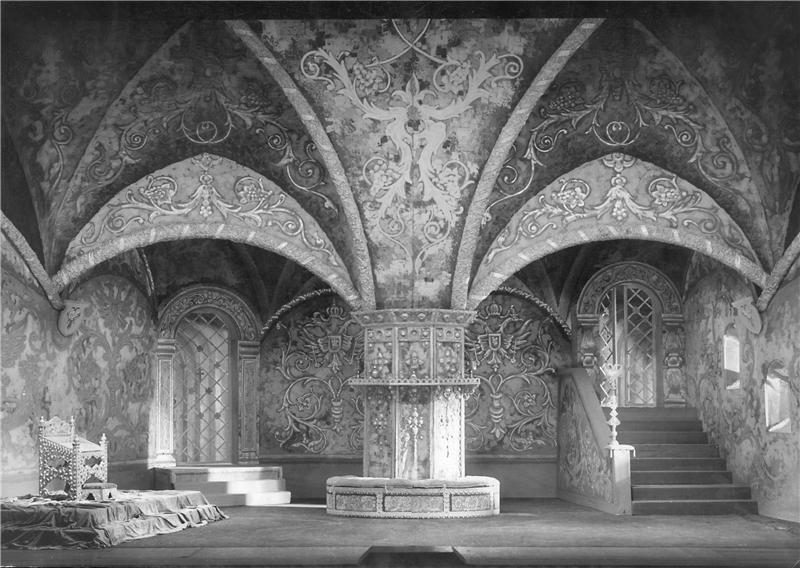
Scéna k opeře Dimitrij (Národní divadlo, 1948)
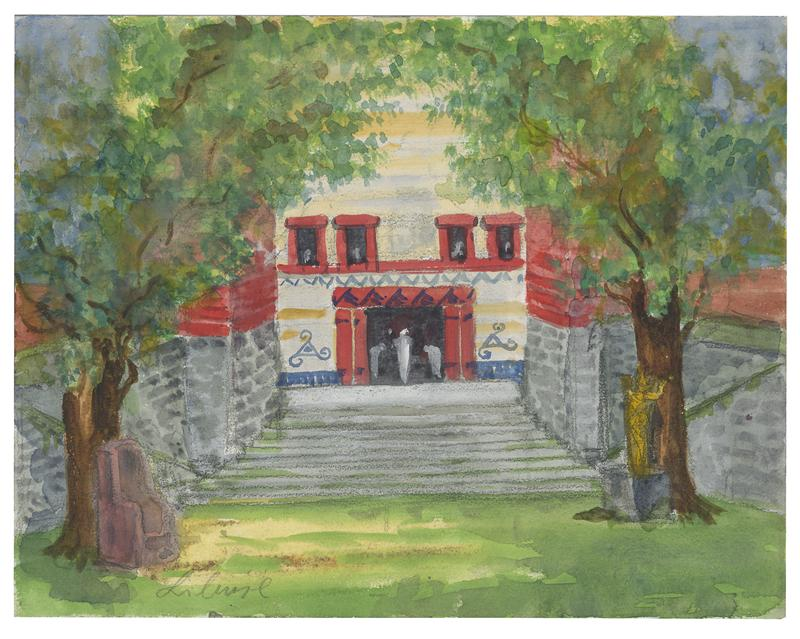
Návrh scény k opeře Libuše (Národní divadlo, 1920)
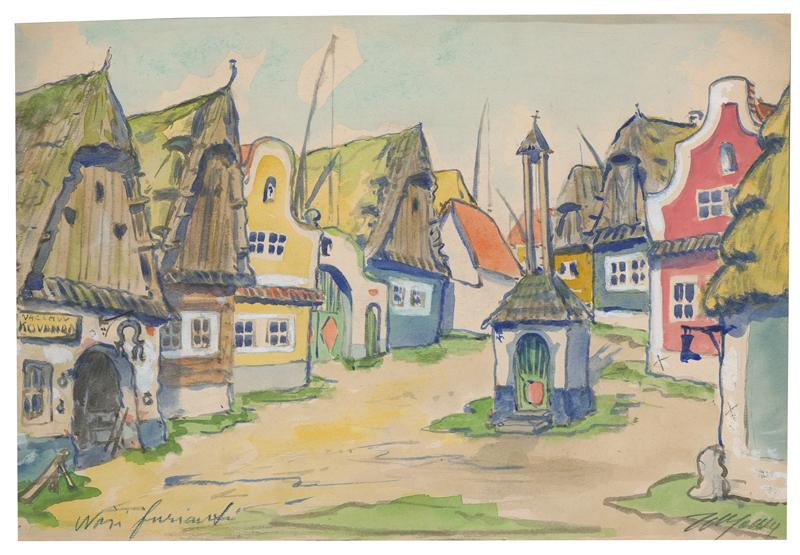
Návrh scény k činohře Naši furianti (Stavovské divadlo, 1925)
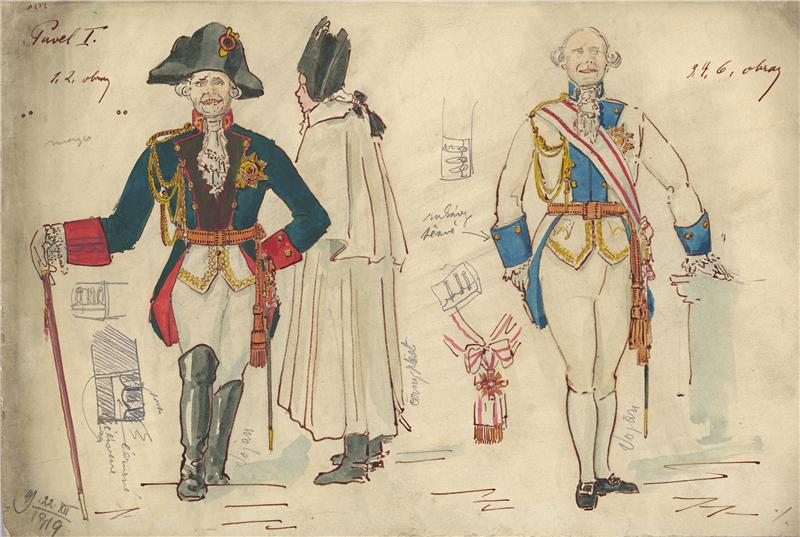
Návrh kostýmu titulní postavy k činohře Smrt cara Pavla I. (Národní divadlo, 1920)